# Herzogtum Glogau

Wappen von Glogau

Das Herzogtum Glogau entstand 1251 bei der Teilung des Herzogtums Schlesien unter den Schlesischen Piasten. 1331 eignete es sich der böhmische König Johann von Luxemburg an, wodurch es als erstes der schlesischen Fürstentümer bis 1344 unmittelbar Böhmen unterstellt war. Ab 1344 war es in eine „herzogliche“ und eine „königliche“ Hälfte geteilt. Die herzogliche Hälfte war bis 1476 lehensrechtlich im Besitz des Glogauer Zweiges der Schlesischen Piasten, während die königliche Hälfte ab 1384 bis 1480 erbrechtlich den Teschener Herzögen gehörte. Nach dem Tod des böhmischen Königs Matthias Corvinus 1490 fiel Glogau als erledigtes Lehen durch Heimfall an die Krone Böhmen. Dadurch erlangte es den Status eines Erbfürstentums. Residenzort war die Stadt Glogau bzw. zeitweise für die herzogliche Hälfte Freystadt.

## Geschichte

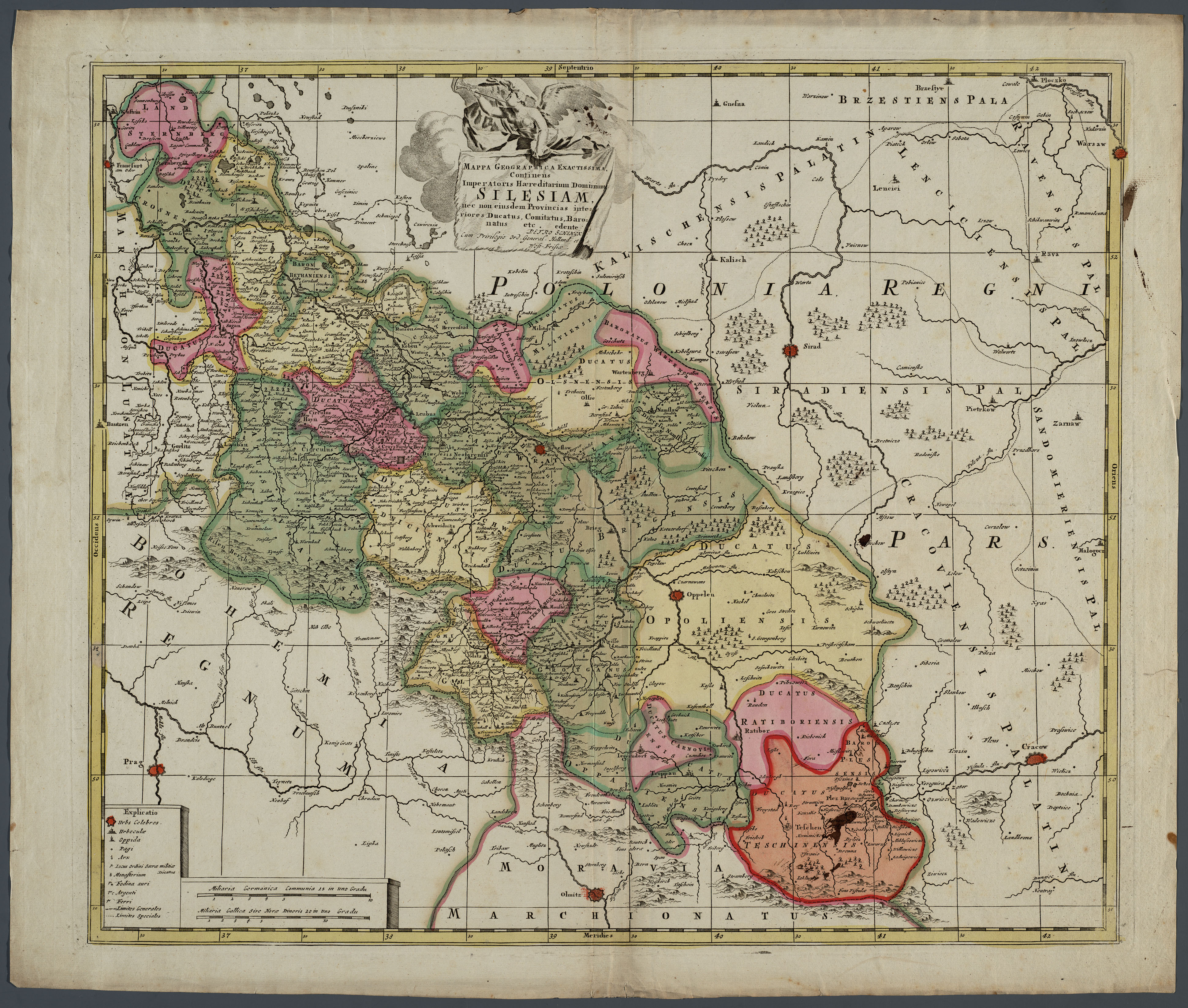
Herzogtum Glogau (Ducatus Glogoviensis), Schlesienkarte von Petrus Schenk, 1710

Als nach dem Tod des Herzogs Heinrich II. 1241 dessen Gebiete unter seine vier Söhne aufgeteilt wurden, gehörte das Glogauer Land zunächst zum Herzogtum Liegnitz, das für Heinrichs II. ältesten Sohn Boleslaw errichtet wurde. Er musste sich jedoch zugleich verpflichten, seinen jüngeren Bruder Konrad II. mitregieren zu lassen. Dieser forderte jedoch schon bald die Zuteilung eines eigenen Teilgebietes, was von Boleslaw II. abgelehnt wurde. Deshalb kam es zu kriegerischen Auseinandersetzungen, die dazu führten, dass Konrad II. 1249/1251 die Gebiete von Glogau sowie Beuthen an der Oder, Sandewalde (heute Sadowel), Steinau, Sagan und Crossen eroberte, die zum Herzogtum Glogau zusammengeschlossen wurden.
Nach Konrads II. Tod 1273/74 wurde dessen Besitz unter seine drei Söhne geteilt. Der zweitgeborene Konrad „Köberlein“ erhielt Sagan und der drittgeborene Primislaus I. († 1289) Sprottau. Das so verkleinerte Herzogtum Glogau erhielt der älteste der Brüder, Heinrich III. († 1309), an den nach Primislaus I. Tod 1289 auch Sprottau übergegangen war sowie 1304 auch Sagan, das er nach dem Tod des Bruders Konrad III. „Köberlein“ erbte. 1306 gelangte Heinrich III. auch an Posen sowie Teile von Großpolen.
Nach Heinrichs III. Tod 1309 verwalteten seine fünf Söhne den ererbten Besitz zunächst gemeinsam, teilten das Gebiet 1312 jedoch in zwei Teile:
- Die Herzöge Konrad I. und Boleslaus/Bolko erhielten Oels, Wohlau, Trebnitz und Namslau, aus denen die Teilfürstentümer Oels und Namslau entstanden. Nach Boleslaus kinderlosem Tod 1320/21 wurden alle Teile wiederum unter Konrad I. vereint.
- Heinrich IV. „der Treue“, Primislaus II. und Johann bekamen Sagan, Steinau und Glogau, wobei das letzte als Leibgedinge für ihre Mutter Mathilde diente. 1314 verloren sie ihre großpolnischen Gebiete an Władysław I. Ellenlang sowie Sagan und Crossen, das sich ihr Verwandter, der Brandenburger Markgraf Waldemar angeeignet hatte. Nach dessen Tod 1319 erhielten sie diese Gebiete wieder zurück und teilten sie neu auf. Heinrich IV. „der Treue“ erhielt Sagan, Johann Steinau und Primislaus II. (Primko) Glogau.

Mit den am 29. April 1329 und 9. Mai 1329 in Breslau ausgestellten Lehensurkunden begaben sich Heinrich IV. „der Treue“ von Sagan und seine Brüder Johann und Konrad I. von Oels freiwillig in ein Lehensverhältnis an die Krone Böhmen, wobei ihnen besondere erbrechtliche Begünstigungen gewährt wurden. Nur ihr jüngster Bruder Primislaus II. (Primko/Przemko) weigerte sich, böhmischer Vasall zu werden, starb jedoch schon am 11. Januar 1331 durch einen Giftanschlag seiner Untertanen. Rechtmäßige Erben Primislaus II. waren seine Brüder Heinrich IV. von Sagan und Johann von Steinau, wobei Primislaus II. Witwe Konstanze als Leibgedinge die Stadt Glogau zustand. Allerdings hatte Johann von Steinau sein Anrecht auf seinen Anteil Glogaus noch vor Primislaus Tod an den böhmischen König Johann von Luxemburg verkauft. Dieser erschien deshalb im September 1331 in Schlesien, um das Johann von Steinau abgekaufte Erbe anzutreten. Gleichzeitig setzte er sich über Heinrichs IV. Erbanspruch und Konstanzes Anrecht auf das Leibgedinge hinweg und zog das ganze Herzogtum Glogau gewaltsam als erledigtes Lehen ein. Um vollendete Tatsachen zu schaffen, entband er die Bürger von ihren gegenüber den Herzögen geleisteten Eiden und bestätigte ihnen die bisherigen Privilegien. Für die Verwaltung des Herzogtums setzte er einen böhmischen Landeshauptmann ein. Dadurch wurde Glogau das erste unmittelbar Böhmen unterstehende schlesische Fürstentum (bis 1344, danach nur die königliche Hälfte).

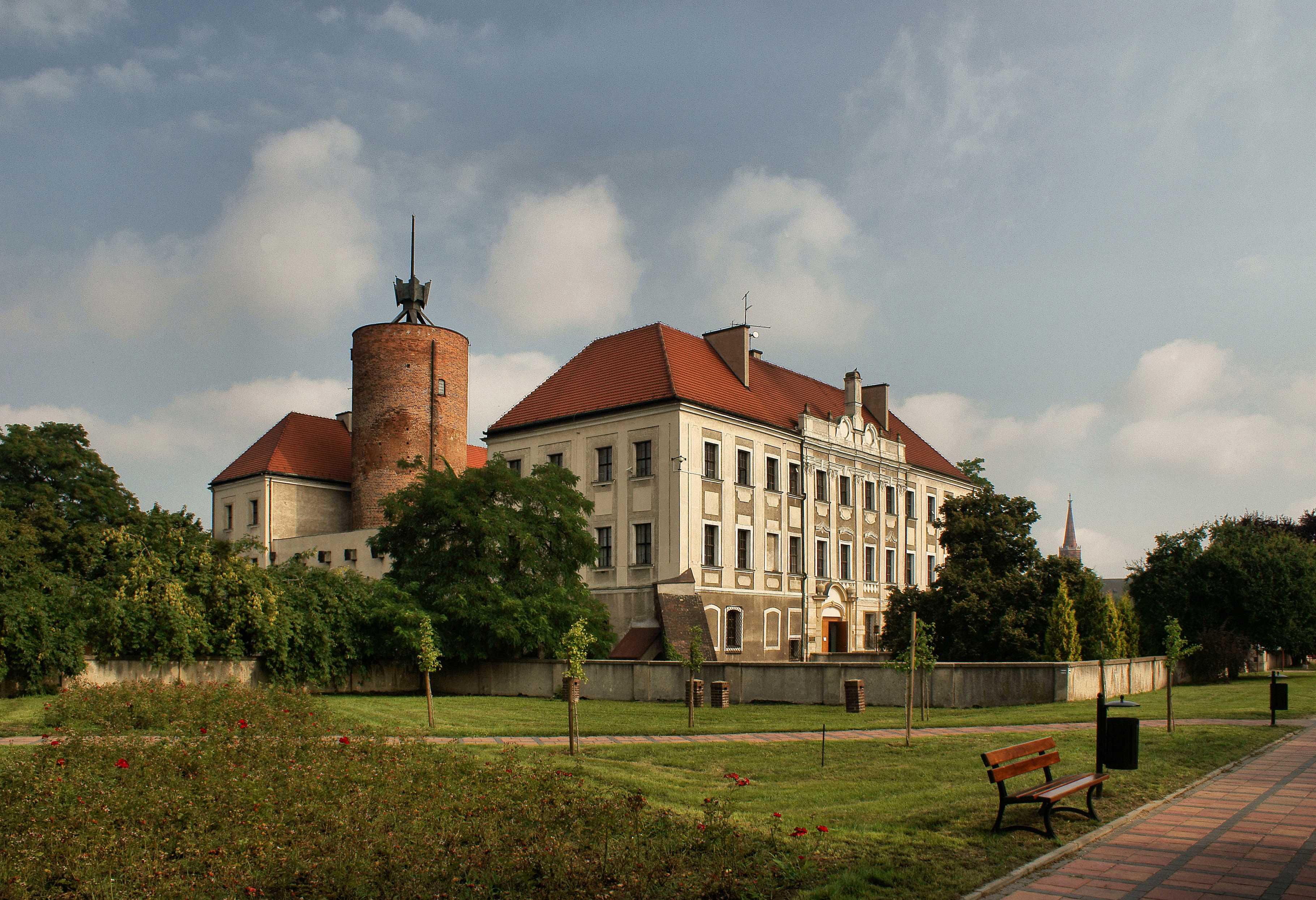
Schloss Glogau in Glogau

Nach dem Tod Heinrichs IV. „des Treuen“ 1342 bemühte sich sein gleichnamiger Sohn Heinrich V. „der Eiserne“ um das seinem Vater nicht ausgehändigte Erbe Primkos, das aus halb Glogau bestand. Nach längeren Kämpfen huldigte Heinrich V. „der Eiserne“ 1344 für das von ihm geforderte halb Glogau dem König Johann, der ihm daraufhin diese Hälfte lehensrechtlich übertrug, die nachfolgend als „herzoglich Glogau“ bezeichnet wurde. Die „königliche“ Hälfte behielt König Johann als Landesherr selbst. Am 10. Januar 1360 übertrug König Johanns Sohn und Nachfolger Karl IV. die königliche Hälfte von Glogau sowie halb Steinau an Bolko II. von Schweidnitz auf dessen Lebenszeit. Damit wollte Karl IV. das von seinem Vater an Bolkos II. Schwester Konstanze begangene Unrecht wiedergutmachen. Nach Bolkos II. Tod 1369 fiel die königliche Hälfte von Glogau vertragsgemäß an Karl IV. zurück. Dessen Sohn und Nachfolger König Wenzel übertrug am 27. November 1384 die königliche Hälfte von Glogau mit halb Steinau und einem Teil von Guhrau erblich seinem diplomatischen Berater und Hofrichter Przemislaus von Teschen für dessen Verdienste. Obwohl er halb Steinau 1304 verlor, blieb die königliche Hälfte von Glogau bis 1480 im Besitz der Herzöge von Teschen.
Die herzogliche Hälfte von Glogau erbten nach dem Tod des Herzogs Heinrich V. „des Eisernen“ 1369 dessen Söhne Heinrich VI. d. Ä., Heinrich VII. „Rumpold“ und Heinrich VIII. „der Sperling“. Als Heinrich VIII. 1397 als letzter der drei Brüder bei einem Reitturnier starb, übte die Vormundschaft über seine unmündigen Söhne bis 1403 ihr Onkel Ruprecht I. von Liegnitz aus. Danach regierten bis 1413 Heinrichs VIII. Söhne gemeinsam. In diesem Jahr wurde für den ältesten Johann I. das Herzogtum Sagan ausgegliedert. Da Heinrich X. „Rumpold“ († 1423) und Wenzel († 1430/31) keine Nachkommen hinterließen, wurde die Stammfolge durch ihren Bruder Heinrich IX. fortgesetzt, der 1467 starb. Dessen Sohn Heinrich XI. erhielt 1469 vom böhmischen Gegenkönig Matthias Corvinus, der Schlesien erobert hatte und dessen Anhänger Heinrich XI. war, widerrechtlich die königliche Hälfte von Glogau, die noch immer erbrechtlich den Teschener Herzögen gehörte und die seit dem Tod des Herzogs Wladislaus als Leibgedinge dessen Witwe Margareta von Cilli zustand († 1480).
Heinrich XI. war seit 1472 mit der damals erst achtjährigen Barbara von Brandenburg verheiratet. Mit seinem nur vier Jahre später erfolgten Tod erlosch 1476 die direkte Linie des Glogauer Zweigs der Schlesischen Piasten. Unmittelbar danach wurde der Glogauer Erbfolgestreit entfacht, an dem neben Barbaras Vater, dem Brandenburger Kurfürsten Albrecht Achilles, der Saganer Herzog Johann II. beteiligt war sowie der böhmische Landesherr König Vladislav II. und der über Schlesien herrschende Gegenkönig Matthias Corvinus. Der Erbfolgekrieg wurde erst am 20. September 1482 mit dem Frieden von Kamenz beigelegt. Er umfasste folgende Regelungen:
- Johann II. von Sagan erhielt den größten Teil des Herzogtums Glogau, allerdings nur auf seine Lebenszeit. Zugleich musste er Matthias Corvinus die Huldigung für diese Gebiete zusagen. Nach seinem Tod sollte sein Gebiet an Corvins Sohn Johann Corvinus übergehen.
- Barbara von Brandenburg erhielt als Wittum auf Dauer das Herzogtum Crossen, für das sie dem König Matthias Corvinus huldigen musste und das nach ihrem Tod an die Hohenzollern fallen sollte.

Obwohl Johann II. von Sagan am 22. Oktober 1482 der Stadt Glogau ihre Privilegien bestätigte, wollte er sich mit dem Frieden von Kamenz nicht zufriedengeben und bekämpfte weiterhin Matthias Corvinus. Deshalb wurde er 1488 von diesem abgesetzt und das Herzogtum Glogau an seinen außerehelichen Sohn Johann Corvinus übertragen. Dieser wurde nach dem Tod seines Vaters 1490 enteignet, wodurch Glogau wiederum als erledigtes Lehen an die Krone Böhmen fiel. 1491 übertrug der böhmische König Vladislav II. das Herzogtum Glogau seinem Bruder Johann I. Albrecht zur Belohnung dafür, dass er Vladislav II. bei der Wahl zum König von Ungarn den Vortritt gelassen hatte. 1499 erhielt es als ein Lehen deren jüngster Bruder Sigismund I. Nach dessen Krönung zum König von Polen 1506 erhielt der Teschener Herzog Kasimir II., der König Sigismund im Amt des Oberlandeshauptmanns von Schlesien folgte, das heimgefallene Erbfürstentum Glogau zur lebenslangen Nutznießung, veräußerte sie jedoch an Friedrich II. von Liegnitz. Nach dem Tod des böhmischen Königs Ludwig II. 1526 gelangte das Königreich Böhmen und damit ganz Schlesien an die Habsburger. Ferdinand II. verpfändete das Erbfürstentum Glogau von 1632 bis 1634 seinem Feldherrn Albrecht von Waldstein. Zusammen mit fast ganz Schlesien fiel es 1742 nach dem Ersten Schlesischen Krieg an Preußen. 1807 wurde es im Rahmen der preußischen Verwaltungsreformen aufgelöst.

## Herzöge von Glogau
- 1273/74–1309: Heinrich III. (I.)
- 1309–1323: Heinrich IV. (II.) (1292–1342), 1312–1319 gemeinsam mit Johann, 1312–1323 gemeinsam mit Primislaus/Premko II., Söhne Heinrichs III.
  - 1312: Herzogtum Oels an Boleslaus/Bolko († 1321), Herzogtum Namslau an Konrad I. († 1366), Söhne Heinrichs III.
- 1323–1331: Primislaus II. († 1331)
  - 1331: Glogau fällt unter die Lehenshoheit der Krone Böhmen;
  - 1344: Teilung Glogaus in einen herzoglichen und einen königlichen Teil
- 1344–1369: Heinrich V. „der Eiserne“ († 1369)
- 1369–1378 Heinrich VI. d. Ä., gemeinsam mit seinen Brüdern Heinrich VII. „Rumpold“ und Heinrich VIII. „Sperling“
- 1378–1394 Heinrich VII. „Rumpold“
- 1394–1397 Heinrich VIII. „Sperling“
- 1403–1413 Johann I. (auch Sagan)
- 1413–1418 Heinrich IX. d. Ä. gemeinsam mit Heinrich X. „Rumpold“ und Wenzel, Söhne Heinrichs VIII.
- 1418–1423 Heinrich IX. d. Ä. gemeinsam mit Heinrich X. „Rumpold“
- 1423–1467 Heinrich IX. d. Ä.
- 1467–1476: Heinrich XI., mit ihm erlosch die direkte Linie Glogau
  - 1476–1482: Glogauer Erbfolgestreit
- 1482–1488: Johann II., 1488 abgesetzt, † 1504; mit ihm erlosch die Linie Sagan der Glogauer Piasten
- 1488–1490: Johann Corvinus, außerehelicher Sohn des Königs Matthias Corvinus
  - 1490: Heimfall an den böhmischen König Vladislav II.
    - 1491–1496: als Pfandherrschaft an den Jagiellonen Johann I. Albrecht
    - 1499–1506: als Lehen an dessen Bruder Sigismund I.
    - 1506–? zur lebenslangen Nutznießung an den Teschener Herzog Kasimir II., der Sigismund I. im Amt des Landeshauptmanns von Schlesien folgte. Er veräußerte die herzogliche Hälfte jedoch dem Liegnitzer Herzog Friedrich II.
    - 1632–1634 Albrecht von Waldstein; an diesen verpfändet vom  böhmischen Landesherrn Ferdinand II.

## Herzöge desköniglichenAnteils von Glogau
- 1384–1410 Primislaus I.
- 1410–1431 Boleslaus I.
- 1431–1460 Wladislaus
  - 1460–1480 Leibgedinge von Wladislaus Witwe Margareta von Cilli (1411–1480)
- 1460–1476 Primislaus II. († 1477)
  - 1476 Widerrechtliche Übergabe durch König Matthias Corvinus an Johann II. von Sagan